# Rozwarówko
Rozwarówko [rɔzvaˈrufkɔ] là một khu định cư cũ ở khu hành chính của Gmina Bobolice, thuộc quận Koszalin, West Pomeranian Voivodeship, ở phía tây bắc Ba Lan. Tính đến năm 2010, nó không còn là số liệu trong cơ sở dữ liệu quốc gia về địa điểm.
Trước năm 1945, khu vực này là một phần của Đức dưới tên Straßenhof. Đối với lịch sử của khu vực, xem Lịch sử của Pomerania.